# Albert Kurt Beyer
Albert Kurt Beyer, auch Kurt Albert Beyer, (* 15. August 1907 in Delitzsch; † 16. Januar 1956 in Greifswald) war ein deutscher Geologe.

## Leben
Beyer besuchte die Schule in Torgau und Halle und studierte nach dem Abitur 1928 an der Universität Halle Naturwissenschaften  und Mathematik an der Universität Halle mit der Promotion in Geologie 1933 und der Prüfung für das höhere Lehramt im selben Jahr. 1933 trat er der SA, beantragte am 1. Oktober 1937 die Aufnahme in die NSDAP und wurde rückwirkend zum 1. Mai desselben Jahres aufgenommen (Mitgliedsnummer 4.830.664). Ab 1934 war er Assistent an der Preußischen Geologischen Landesanstalt (PGLA) in Berlin, legte 1936 die zweite geologische Staatsprüfung ab, wurde 1937 außerplanmäßiger Geologe und 1940 Geologe bei der Reichsstelle für Bodenforschung. 1940 war er als Pionier in die Wehrmacht eingezogen, wurde 1941 Technischer Kriegsverwaltungsrat und war 1941/42 als Geologe im Stabsdienst an der Ostfront. Ab 1942 war er bei der Mineralölstelle der Wehrwirtschaftsersatzabteilung und erkundete Erdgasfelder in Estland und in Niedersachsen (Gegend um Hannover). 1943 habilitierte er sich in Halle, wo er 1944 Dozent und nach dem Krieg im Juni 1945 planmäßiger Assistent am Geologischen Institut wurde, aber noch im selben Jahr entlassen wurde. Er ging an das Geologische Landesamt in Halle (Lehmbauprogramm, Braunkohlesuche), war aber daneben ab 1948 wieder Dozent an der Universität (ab 1949 als regulärer Dozent). 1950 nahm er einen Ruf nach Leipzig an und 1951 bis 1956 war er ordentlicher Professor für Geologie an der Universität Greifswald als Nachfolger von Serge von Bubnoff.
Er ist bekannt für Untersuchungen zu Erdöl- und Erdgasvorkommen im Altpaläozoikum Nordeuropas und das mitteleuropäische Silur.